# Тавквері

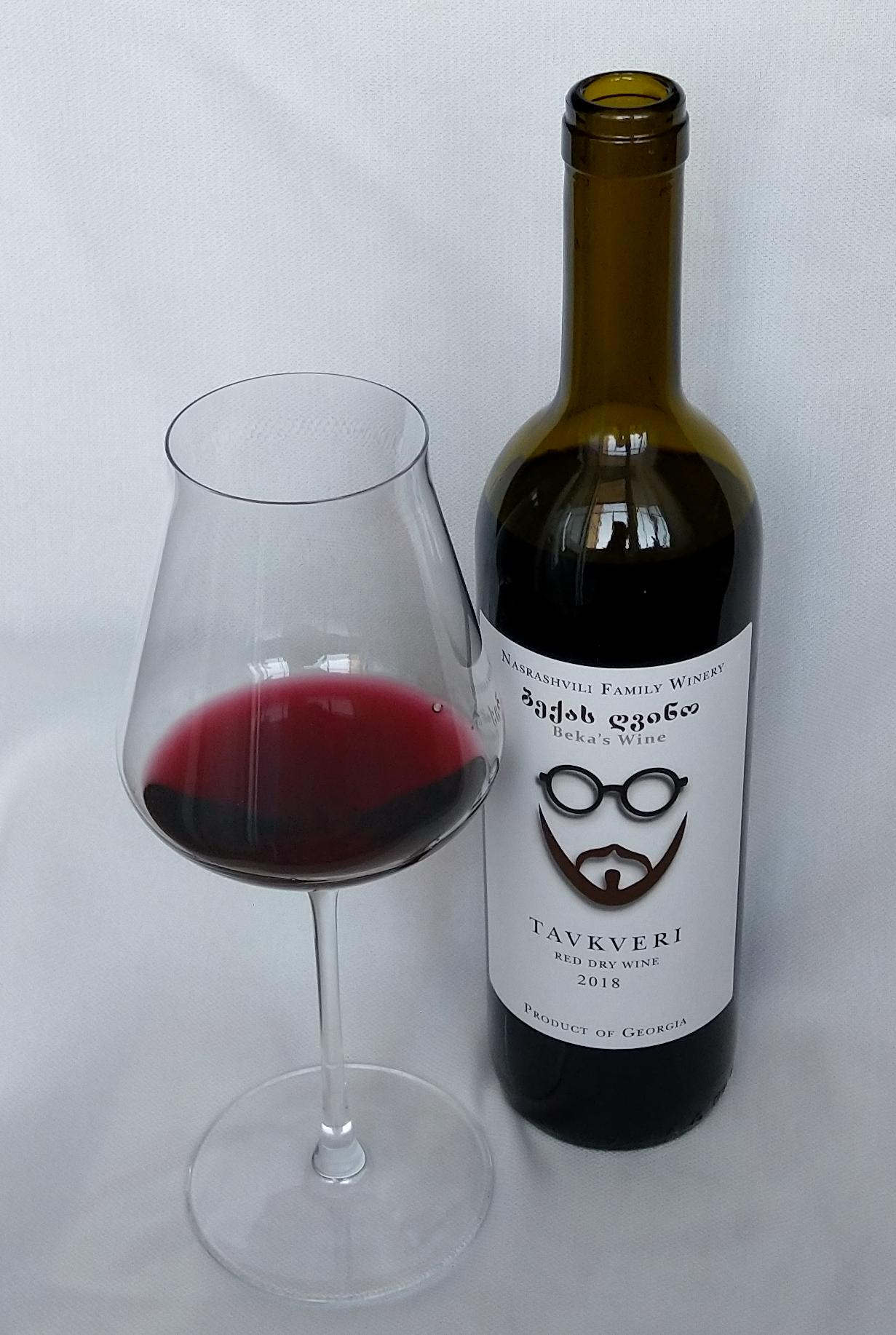
Вино з винограду тавквері

Тавквері (груз. თავკვერი, англ. tavkveri) — технічний сорт червоного винограду з Грузії.

## Розповсюдження
Сорт є автохтонним для Грузії. Вирощується у багатьох регіонах Грузії, найбільш розповсюджений у Горі, Болнісі, Боржомі, Гардабані, Тетрі Цкаро та Ленінгорі. Також вирощується у Азербайджані.

## Характеристики сорту

### Ботанічний опис
Молоді пагони — конус росту яскраво-зеленувато-сірий і червонуватий. Щойно відкритий перший листок яскраво-зелений з червонуватим тоном, з обох боків вкритий білувато-сірим опушенням. Наступний другий лист яскраво-зелений з жовтуватим тоном, зверху злегка вкритий сіруватим опушенням. Третій і четвертий листки мають легке опушення як на верхівках, так і на нижній стороні, мають яскраво-зелений та легкий жовтуватий відтінок. З наступних листя опушення повністю зникає.
Однорічні пагони досить товсті (9 — 11 мм), мають бурий колір і часто червонуватий відтінок та невеликі темно-коричневі лінії. Пазухи темнішого забарвлення, віддалені один від одного на 7 — 10 см.
Зрілий лист середнього розміру або більше, близько 21,4 см в довжину і 19,6 см в ширину; овальний, з добре вираженими лопатями. Розріз черешка відкритий і схожий на ліру, іноді схожий на дугу або закритий яйцеподібний. Листок п'ятилопатевий, край кінчика створює тупий кут до лопаті. Зуби крайових кінчиків трикутні з рівними сторонами і гострими або закругленими кінчиками. Вторинні зуби також трикутні з гострими або закругленими кінчиками. Як правило, лист плоский або скручений, як лійка. Його верхня сторона гладенька, іноді зморшкувата. Жилки на нижній стороні добре розрізняються, мають яскраво рожево-червонувате забарвлення.
Квітка повністю функціонально жіноча. У тому ж суцвітті також можна зустріти гермафродитні квітки. У функціонально жіночих квіток тичинки короткі і зігнуті, їх приблизно 5 — 6. Тичинка добре розвинена з формою, схожою на грушу; а в суцвітті може бути від 350 до 950 квіток.
Гроно. Квітконіс грона завдовжки 3 — 4 см, стає здерев'янілим під час повного дозрівання винограду та набуття характерного для паростка забарвлення. Частина квітконосу, що залишилася трав'яниста, яскраво-зелена, має фіолетові, іноді має коричневі відтінки. Форма грона конусоподібно-циліндрична, циліндрична або конусоподібна. Його середня довжина становить 15 — 17 см, а ширина — 11 — 12 см. Великі грона мають довжину 20 см, а маленькі — 11,5 см. У разі успішного розвитку гроно щільне або навіть надзвичайно щільне, в результаті чого деформуються ягоди. Іноді у грона розвивається «крило». Якщо цвітіння триватиме неналежним чином, то утворюватимуться тонкі грона, що складаються з ягід без насіння, що спричиняє негативний вплив на продуктивність. Середня вага грона становить 200—240 г, воно складається з 90-120 ягід. Вага великого грона становить 300—400 г, що складається з 165—180 ягід, тоді як малого — 70-100 г, що містить 30-69 ягід, що нормально розвиваються. Вихід виноградного соку становить 86,4 %, вичавок — 13,6 %.
Ягода темно-синя (майже чорна), 15,6 — 17,5 мм в довжину і 15,1 — 17,9 мм в ширину. У разі ягід без насіння — 6-7 мм в довжину і 5,9-9 мм в ширину. Звичайні ягоди ширші в середній частині, до кінця сплющені, симетричні та мають досить товсту шкірку. Шкірка ягоди вкрита воскоподібними плямами кутину і легко відокремлюється від м'якоті. М'якоть соковита з кисло-солодким смаком; шкірка містить велику кількість пігментів, у той час як м'якоть — ні. Ягода міцно пов'язана з гребенем.
Насіння. У зерні може бути від одного до чотирьох насінин, найчастіше одне. Насіння довжиною близько 5-7 мм і шириною 2,5-3,5 мм; буре, а в середині — жовте. «Дзьоб» жовтуватий, довжиною 1,5-2 мм.

### Агротехнічний опис
Вегетаційний період Тавквері може коливатись в залежності від регіону, зазвичай триває від 187 до 190 днів.
У відповідних екологічних умовах тавквері характеризується дуже сильним ростом і розвитком. Ріст окремих паростків сильний, іноді досягає 2-3 метрів у довжину.
Тавквері забезпечує починає плодоносити з другого або часто з третього року посадки, тоді як повна продуктивність досягається на п'ятий рік. Цей сорт виноградної лози характеризується високою продуктивністю, особливо в зрошуваних та удобрених місцях (близько 250—300 ц/га). Продуктивність його часто коливається і знижується, якщо кліматичні умови небезпечні для цвітіння або якщо його культивують у несприятливих умовах.
Оскільки для тавквері характерні дефектні тичинки, він вимагає штучного запилення або вирощування разом із гермафродитними сортами виноградної лози. Ці процедури активно застосовуються в виноградарських районах Азербайджану, що призводить до 200—300 ц урожайності з гектара. У Східній Грузії цей сорт виноградної лози забезпечує 80-100 ц/га продукції.
На паростку часто бувають два розвинені грона. Якщо запилення відбувається неадекватно і недостатньо, то 65 —70 % ягід може бути дрібними та недорозвиненими (часто без кісточок).
Тавквері нестійкий до грибкових захворювань, особливо вразливий до пероноспорозу, який завдає великої шкоди його зеленим вегетативним частинам і, як правило, продуктивності цього сорту виноградної лози. Виноград трохи стійкіший до борошнистої роси, але в спекотному та вологому кліматі ситуація може бути дуже згубною.
Тавквері має гарні показники росту на глинистих та піщаних ґрунтах при достатній вологості, тоді як у сухому кліматі та на кам'янистих ґрунтах зростання цього сорту виноградної лози значно затримується. Сорт не є вразливим до посухи, відносно морозостійкий.
Тавквері не чутливий до довжини та форми обрізки.

## Характеристики вина
З тавквері виробляють червоне сухе вино середньої якості для масового вжитку. Вино з рубіновим забарвленням, присмаком чорних ягід, помірним рівнем алкоголю та підвищеною кислотністю.